# Giulio Pontedera
Giulio Pontedera (* 7. Mai 1688 in Vicenza; † 3. September 1757 in Lonigo, bei Vicenza) war ein italienischer Botaniker. Sein offizielles botanisches Autorenkürzel lautet „Ponted.“.

## Leben und Wirken

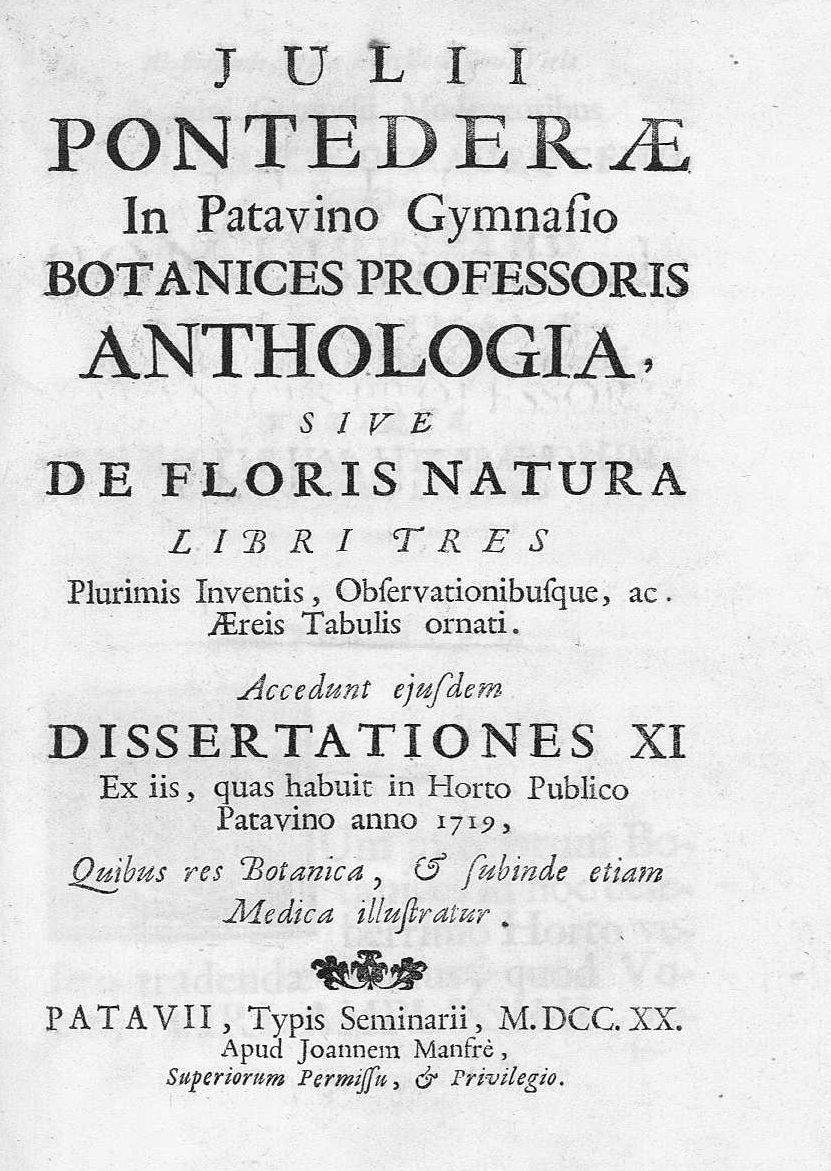
Titelseite der Anthologia von 1720.

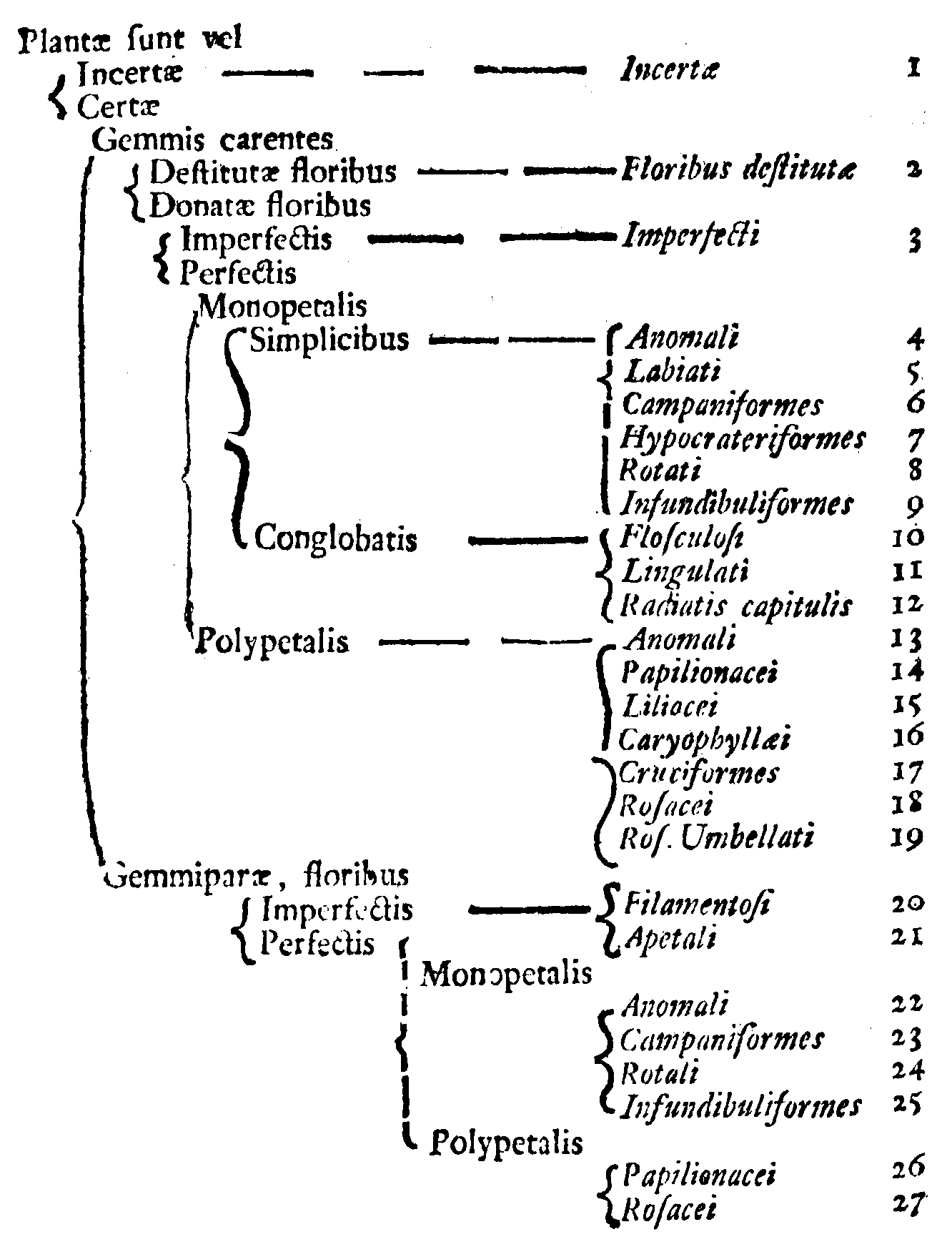
Schlüssel zur Systematik von Pontedera in Linnés Classes Plantarum von 1738.

Giulio Pontedera studierte in Padua Philosophie, Medizin und Naturgeschichte. Giovanni Battista Morgagni und Giovanni Poleni regten ihn an, sich eingehender mit Botanik zu beschäftigen. Nach der Erlangung des Doktorgrades 1715 wurde er 1719 Professor für Botanik am Gymnasium in Padua und Direktor des Botanischen Gartens Padua.
In seinem Compendium von 1718 beschrieb er 272 Pflanzen, die er in Italien entdeckt hatte. 1720 kritisierte er in der Anthologia heftig die Idee von der Sexualität der Pflanzen, die u. a. von Claude-Joseph Geoffroy (1711) und Sébastien Vaillant (1718) vertreten wurde. In seinem Werk von 1740 beschäftigte er sich eingehend mit den frühen landwirtschaftlichen Schriften von Marcus Porcius Cato dem Älteren, Marcus Terentius Varro, Lucius Iunius Moderatus Columella und Palladius. Am 12. Februar 1721 wurde er mit dem Beinamen Athamas zum Mitglied (Matrikel-Nr. 351) der Leopoldina gewählt.

## Ehrungen
Carl von Linné benannte ihm zu Ehren die Gattung Pontederia der Pflanzenfamilie der Wasserhyazinthengewächse (Pontederiaceae).

## Schriften (Auswahl)
- Compendium tabularum botanicarum : in quo plantae CCLXXII. ab eo in Italia nuper detectae recensentur. Padua 1718
- Anthologia, sive, De floris natura libri tres, plurimis inventis, observationibusque, ac aereis tabulis ornati. Padua 1720 (Digitalisat).
- Antiquitatum Latinarum Graecarumque enarrationes atque emendationes : praecipue ad veteris anni rationem attinentes epistolis LXVIII. comprensae et tabulis plurimis ornatae. Padua 1740